# Mesocyclops yenae
Mesocyclops yenae is een eenoogkreeftjessoort uit de familie van de Cyclopidae. De wetenschappelijke naam van de soort is voor het eerst geldig gepubliceerd in 1998 door Holynska.